# 弗拉姆拉本冰原島峰
72°29′S 3°52′W / 72.483°S 3.867°W
弗拉姆拉本冰原島峰，是南極洲的冰原島峰，位於毛德皇后地的瑪塔公主海岸，處於博格山西北面6公里，挪威製圖師根據探險隊的測量和拍攝的空中照片繪入地圖，現時由南極條約體系管理。